# Let's Celebrate 2002–2012
Let's Celebrate 2002–2012 är ett samlingsalbum med låtar av Melody Club som släpptes den 28 november 2012. Albumet är ett urval av singlar från bandets tioåriga skivkarriär, plus de två nya låtarna Paralyzed och Crossfire.

## Låtlista
| Nr           | Titel                                          | Längd |
| ------------ | ---------------------------------------------- | ----- |
| 1.           | Palace Station (från Music Machine)            | 3:18  |
| 2.           | Crossfire (ny låt)                             | 3:12  |
| 3.           | Baby (från Face the Music)                     | 3:39  |
| 4.           | Electric (från Music Machine)                  | 3:58  |
| 5.           | Fever Fever (från Scream)                      | 3:38  |
| 6.           | Destiny Calling (från Scream)                  | 2:48  |
| 7.           | The Only Ones (från Goodbye to Romance)        | 2:56  |
| 8.           | Wildhearts (från Face the Music)               | 3:48  |
| 9.           | Covergirl (från Music Machine)                 | 3:25  |
| 10.          | Boys In The Girls' Room (från Face the Music)  | 2:58  |
| 11.          | The Hunter (från Human Harbour)                | 3:05  |
| 12.          | Paralyzed (ny låt)                             | 3:11  |
| 13.          | I Don't Believe In Angels (från Human Harbour) | 3:18  |
| Total längd: | Total längd:                                   | 43:14 |

## Listplaceringar
| Lista (2013) | Topplacering |
| ------------ | ------------ |
| Sverige      | 24           |